# Charles Ephraim Burchfield
Charles Ephraim Burchfield (Ashtabula, Ohio, 9 de abril de 1893 - West Seneca, 10 de janeiro de 1967) foi um pintor de aquarelas e poeta norte-americano, conhecido pela visão mística impressa às paisagens e representações da natureza e às vistas urbanas daquele país.

## Vida e obra

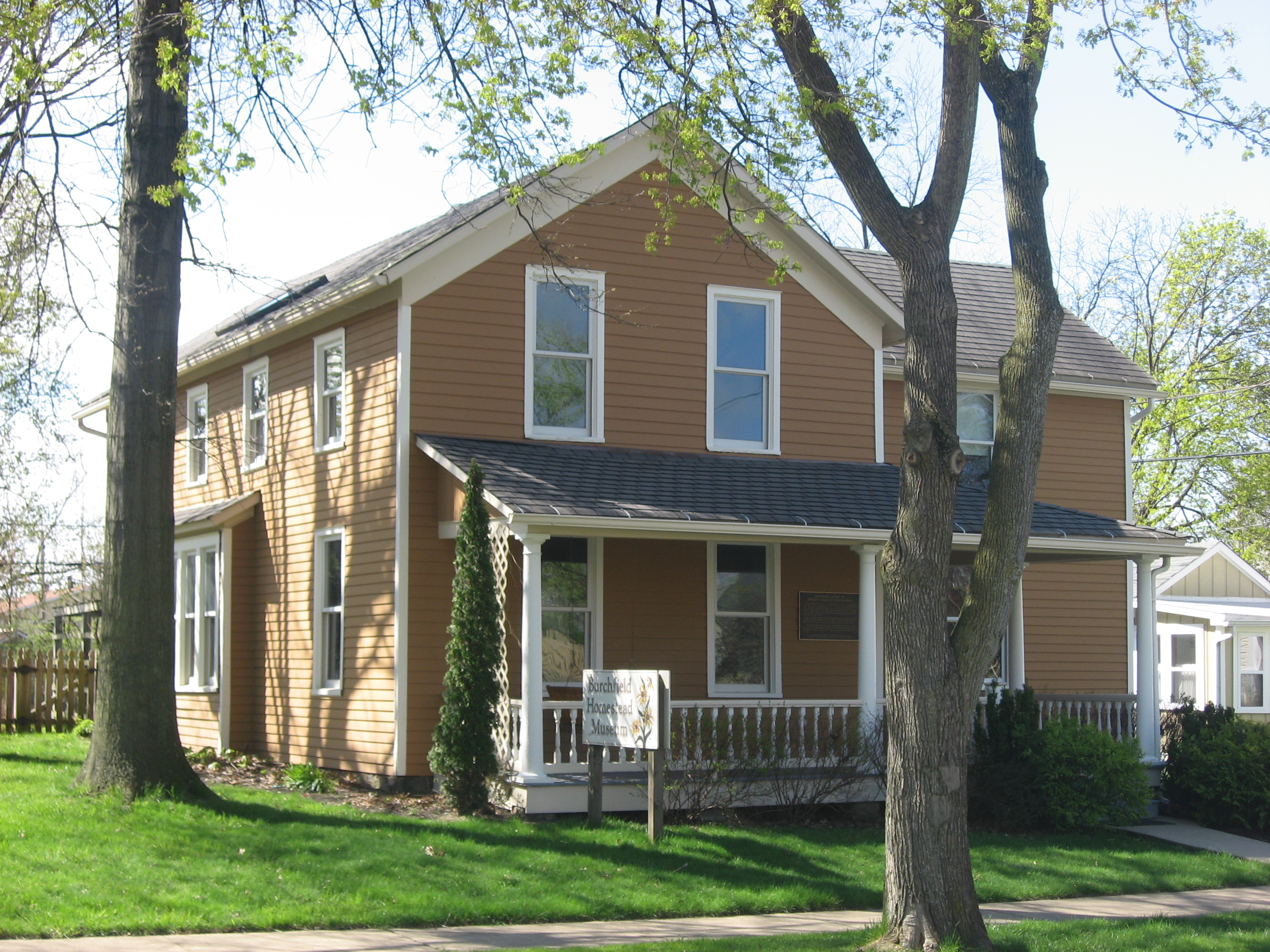
Sua casa de infância em Salem.

Burchfield faz suas primeiras incursões no campo das artes visuais ainda na infância. Entre 1912 e 1916, estuda no Cleveland Institute of Art, com Henry Keller, Frank Wilcox e William J. Eastman, retornando para sua cidade-natal após concluir a graduação. Em 1921, muda-se para Buffalo, onde trabalha como designer. Entre as décadas de 1920 e 1930, suas paisagens mostram semelhanças com o estilo de Edward Hopper, dando ênfase à atmosfera de solidão e isolamento do interior americano.
A partir da década de 1940, Burchfield começa a se firmar como artista de renome. Suas paisagens então já evocam uma visão encantada, fantástica, da natureza norte-americana, por meio do tratamento cromático variado e da transfiguração mística da iluminação. Burchfield busca a expressão de Deus na natureza, dando a suas aquarelas uma dimensão transcendental, cuja inspiração vem em parte dos paisagistas norte-americanos do século XIX.
Na década de 1950, as experiências pictóricas de Burchfield o conduzirão a uma "abstração", definida por ele de forma peculiar: "O caráter abstrato de minha recente obra é o resultado de um longo período de destilação das formações da natureza, ou dos estados de espírito, em símbolos, idéia almejada em 1915 e atingida ao cabo de um longo período de tentativas (...)".
Burchfield recebeu vários prêmios e expôs em um grande número de mostras. Em 1956, o Whitney Museum of American Art dedicou-lhe uma retrospectiva em homenagem aos seus 40 anos de atividade artística. Em 1966, o Buffalo State College o homenageou com a criação do Charles Burchfield Center. Faleceu em 1967, aos 74 anos.

## Coleções
- Museu Amon Carter, Fort Worth, Texas
- Museu de Arte Brauer, Universidade de Valparaíso
- Burchfield Penney Art Center, Buffalo State College, Buffalo, Nova York. O Burchfield Penney Art Center possui a maior coleção do mundo de pinturas de Charles E. Burchfield, objetos de estúdio e memorabilia de Burchfield.
- Instituto Butler de Arte Americana, Youngstown, Ohio
- Museu de Arte de Cantão, Cantão, Ohio
- Carnegie Museum of Art, Pittsburgh, Pensilvânia
- Museu de Arte de Cleveland, Cleveland, Ohio
- Museu de Arte de Columbus, Columbus, Ohio
- Instituto de Artes de Detroit, Detroit, Michigan
- Everson Museum of Art, Syracuse, Nova York
- Museus de Belas Artes de San Francisco, San Francisco, Califórnia
- Hunter Museum of American Art, Chattanooga, Tennessee
- Kalamazoo Institute of Arts, Kalamazoo, MI
- Lehigh University Art Galleries, Bethlehem, Pensilvânia
- Museu Madison de Arte Contemporânea, Madison, Wisconsin
- Museu de Arte de Memphis Brooks, Memphis, Tennessee
- Metropolitan Museum of Art, Nova York, Nova York
- Instituto de Arte de Minneapolis, Minneapolis, Minnesota
- Munson-Williams-Proctor Arts Institute, Utica, Nova York
- Museu de Arte Moderna, Nova York, Nova York
- A Coleção Phillips, Washington, DC
- Reynolda House Museum of American Art, Winston-Salem, NC
- Museu de Arte da Filadélfia, Filadélfia, PA
- Museu Thyssen-Bornemisza, Madri, Espanha
- Smithsonian American Art Museum, Washington, D.C.
- Museu de Arte de Vero Beach, Vero Beach, Flórida
- Museu de Belas Artes da Virgínia, Richmond, Virgínia
- Wadsworth Atheneum, Hartford, Connecticut
- Wellin Museum of Art (Hamilton College), Clinton, Nova York
- Museu Whitney de Arte Americana, Nova York, Nova York